# 邪神大沼
『邪神大沼』（じゃしんおおぬま）は、川岸殴魚による日本のライトノベル。イラストはIxyが担当。ガガガ文庫（小学館）より2009年6月から2011年10月まで刊行された。第3回小学館ライトノベル大賞ガガガ文庫部門審査員特別賞受賞作。「みんなで選ぶベストラノベ2011」ではコメディ部門で10位を獲得している。

## あらすじ
『初心者らくらく邪神マニュアル＋スターターキット』を手に入れて邪神になってしまった高校生大沼貴幸。使い魔と名乗る少女ナナに嬉し恥ずかししていたら、次の瞬間には首の骨が折れて意識が消えかけている。そんな大沼の日常について書かれた物語。

## 登場人物

### 主要人物
大沼 貴幸（おおぬま たかゆき）
本作の主人公。私立川又学園二年三組の男子生徒。顔も性格も平凡な少年。
ある日、いつのまにか自分の部屋に置かれていた『初心者らくらく邪神マニュアル＋スターターキット』を読んだ事で邪神となった。
邪神となったため、首が折れても一時間で治る。また度々女性の身体になる事も多い。
この作品のツッコミ役だが、脳内でのツッコミが多く、あまり口に出してツッコまない。
ナナ
本作のメインヒロイン。『邪神マニュアル』付属のスターターキットである少女。
大沼の使い魔となり、大沼を立派な邪神にしようとしているが肝心の大沼は嫌がっている。
明けの明星号という名前のラクダを主な移動手段にしている。
かえで
大沼によって四天王の一人として召喚された天狗の少女。
天真爛漫な性格でよく寝る。T尾山にある天狗の里の長の孫娘。
怪力であるため、戦闘時は格闘で戦う。
田中 露都（たなか ろと）
勇者業を生業とする『勇者処たなか』の16代目当主の少女。
勇者として邪神である大沼と戦うために大沼のクラスに転校してきた。
その戦い方は陰険で、「邪神は出ていけ」と書かれたビラを配る、大沼が読む漫画のヒロインにヒゲを書くなど、大沼に精神的ダメージを与えている。
一条 凛（いちじょう りん）
川又学園一年二組の女子生徒。黒魔術師を自称している。
姉小路に好意を持っていたが、勝手にフラれたと思って逆恨みし、邪神を召喚して抹殺しようと考え、大沼を召喚した。

### 私立川又学園
姉小路 京一郎（あねこうじ きょういちろう）
二年三組の男子生徒で大沼の友人。席は大沼の隣り。
姉小路部という部活を作り、その部長となった。
春山 夏葉（はるやま なつは）
二年三組の学級委員長を務める女子生徒。
お節介焼きで仕切りたがりだが、仕切る方向がおかしい事が多い。
土御門 加奈（つちみかど かな）
二年二組の女子生徒。成績優秀で容姿端麗の美少女。
誰にでも笑顔を絶やさないが、街で代々続く土御門神社の娘であるため、邪神となった大沼には冷たい。
実家の神社が天覚童子の件で全壊してしまい、ナナの手で大沼神社として復活させられた。
本部 偉造（もとべ いぞう）
二年三組の男子生徒。説明口調部の部長で常に説明口調で話す。
後に6巻で転校する。

### 大沼の配下
グール
大沼が召喚した喰人鬼。大沼が四天王を作るために行う召喚に失敗すると出てくる。臭い。
弱いため、簡単にやられる。
グールC
喰人鬼の一体。大沼の護衛として学校に行っている。
優しい性格で人気者となり、生徒会長になる。その後は市長との会談や国政まで乗り出し、愛人も手に入れた。
喋れないので専属の声優を雇って口パクに合わせて喋ってもらっている。
デュラはん
大沼が四天王の一人として召喚したデュラハン。首が無いため喋れず、筆談で会話する。存在感が無いのを気にしている。
本名は「ディルムッド・ダ・シルバ・ディエーゴ・ホセー・フランシスコ・デ・パウラ・ホアン・ネポムセーノ・マリーア・デ・ロス・レメディオス・クリスピーン・クリスピアーノ・デ・ラ・サンティシマ」。
本名が長すぎるので、大沼が、動作が育ちの良さそうな気品のようなものを感じた事から、京都弁風にした「デュラはん」と呼ばれるようになった。

### その他の人物
田中 ああああ（たなか ああああ）
露都の弟。酷過ぎる自分の名前を嫌っている。
姉と同じ勇者だが、後に盗賊に転職して、口調も「～やんす」となる。
天覚童子（てんかくどうじ）
土御門神社に封印されていた鬼。封印から目覚めた後、かえでに惚れる。
強い力を持っているがメンタルは弱く、かえでに振られたショックで大沼家を出て、姉小路の家に住み、姉小路を師匠と呼ぶようになる。
立花 涼子（たちばな りょうこ）
立花医院の院長で邪神治療の専門医。
患者の名前の画数で診断結果を下している。
神聖光十字騎士団（しんせいこうじゅうじきしだん）
世の中の悪の根絶を目指す非営利団体。全員が甲冑を着ている。
大沼を倒しに街にやってくるが、本人を前にしても気付かない。
マモノン
『邪神マニュアル』のマスコットキャラクター。

## 既刊一覧
| タイトル                 | 初版第1刷発行日（発売日）  | ISBN              |
| ------------------------ | -------------------------- | ----------------- |
| やむなく覚醒!! 邪神大沼  | 2009年6月23日（6月18日）   | 978-4-09-451144-4 |
| うかつに復活!! 邪神大沼2 | 2009年10月25日（10月20日） | 978-4-09-451163-5 |
| ながれで侵攻!! 邪神大沼3 | 2010年2月23日（2月18日）   | 978-4-09-451188-8 |
| ほんのり変異!! 邪神大沼4 | 2010年6月23日（6月18日）   | 978-4-09-451211-3 |
| じんわり君臨!! 邪神大沼5 | 2010年10月24日（10月19日） | 978-4-09-451233-5 |
| むやみに分裂!! 邪神大沼6 | 2011年2月23日（2月18日）   | 978-4-09-451254-0 |
| あえなく昇天!! 邪神大沼7 | 2011年6月22日（6月17日）   | 978-4-09-451275-5 |
| きぜんと撤収!! 邪神大沼8 | 2011年10月23日（10月18日） | 978-4-09-451302-8 |